# Zelma
A Zelma az Anzelma és a Szalóme német alakjainak a beceneve. A török Selma névből ered.

## Gyakorisága
Az 1990-es években szórványos név, a 2000-es években nem szerepel a 100 leggyakoribb női név között.

## Névnapok
- január 23.[2]

## Idegen nyelvi változatai
- Selma (török, német, svéd)

## Híres Zelmák, Selmák
- „Selma” utónevű személyek szócikkeinek listája a Wikidata alapján